# Кевин Курани
Кевин Курани (на английски и фамилията на унгарски: Kevin Dennis Kurányi, произнася се ['kura:ɲi]) е германски футболист от бразилско-панамско-германски произход, нападател. Висок е 1,90 м, тежи 80 кг.

## Биография
Роден е на 2 март 1982 г. в Рио де Жанейро, Бразилия. Той е дете от смесен брак между германец и панамка. Дядото на Курани е унгарец, от където идва и фамилното му име. Детството и юношеството му преминават покрай хотелската работа на неговия баща в бразилския град Петрополиш, като още тогава в него се заражда любовта му към футбола.
Женен е за хърватката Виктория Пеличич. На 27 септември 2005 г. им се ражда син Карло.
Играе с номер 22 на фланелката. Поради високия си ръст умее да бележи голове с глава. Курани е централен нападател от типа таран. Умее да бележи голове от трудни положения, но се случва да прави пропуски от стопроцентови.

## Кариера
Първият отбор в който играе Курани (от 1988 г.) е бразилският Серано ФК Петрополиш, след това (от 1993 г.) играе в панамския Лас Промесас. През 1994 г. отново се връща в „Серано“. През 1996 г. отива пак в „Лас Промесас“. През 1997 г. изгрява неговата звезда за професионалния футбол с трансфера му в германския ФФБ Щутгарт.
Идвайки в Щутгарт получава германско гражданство и започва да играе в младежката формация на отбора и в младежкия национален футболен отбор на Германия. През 2001 г. е вече картотекиран в първия отбор на ФФБ Щутгарт и дебютира в Бундеслигата през сезон 2002/2003. От юли 2005 г. преминава в Шалке 04 за сумата от 6,9 милиона евро. Участва на Европейското първенство в Португалия през 2004 г. и в турнира за купата на Конфедерациите през 2005 г. с отбора на Германия. Поради незадоволителна форма през сезон 2005/2006 г. не е поканен в отбора на Германия за световното първенство през 2006 г.
От юли 2010 играе за Динамо Москва. Вкарва 9 гола в 16 мача. Избран е от феновете за играч на годината.

## Статистика

### Участия в националния отбор на Германия към 25 април 2009
- 52 мача, 19 гола

### Мачове в Бундеслигата към 25 април 2009
- 99 мача, 40 гола – с екипа на „ФФБ Щутгарт“
- 124 мача, 52 гола – с екипа на „Шалке 04“